# Bisbat de Laval

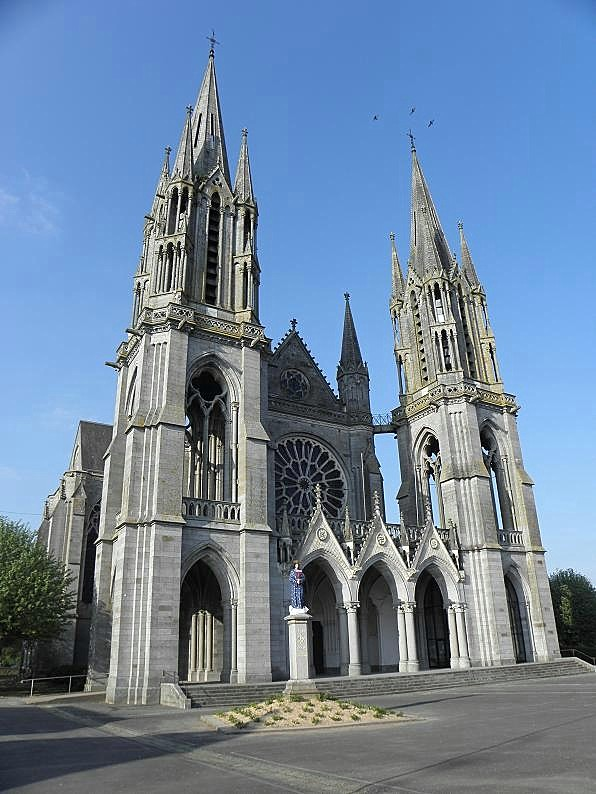
La basílica de Nostra Senyora de Pontmain.

El bisbat de Laval (francès: Diocèse de Laval, llatí: Dioecesis Valleguidonensis) és una seu de l'Església Catòlica a França, sufragània de l'arquebisbat de Rennes. Al 2016 tenia 282.783 batejats sobre una població de 307.587 habitants. Actualment està regida pel bisbe Thierry Scherrer.

## Territori
La diòcesi comprèn el departament francès de Mayenne.
La seu episcopal és la ciutat de Laval, on es troba la catedral de la Santíssima Trinitat. A més, a Pontmain es troba la basílica de Nostra Senyora de la Pregària.
El territori s'estén sobre 5.175 km², i està dividit en 31 parròquies, agrupades en 8 vicariats.

## Història
El territori diocesà actual pertanyia durant l'Antic règim a les diòcesis de Le Mans i d'Angers. Durant l'època revolucionària, a conseqüència de la constitució civil del clergat (1790), s'erigí una diòcesi constitucional, que incloïa el departament de Mayenne, que no va ser reconeguda per la butlla Qui Christi Domini del Papa Pius VII del 29 de novembre de 1801.
La diòcesi es va erigir el 30 de juny de 1855, obtenint el seu territori des de la diòcesi de Le Mans. Originalment era sufragània de l'arxidiòcesi de Tours.
El 17 de gener de 1871, la Verge va aparèixer a quatre nens, prometent-los que Laval quedaria fora de la guerra que aleshores tenia lloc entre França i Prússia. Al lloc es va erigir la basílica de Pontmain, lloc de peregrinació.
Als anys seixanta del segle xx, la diòcesi va experimentar un període de crisi, en el qual uns trenta sacerdots van abandonar el ministeri.
Amb les ordenances episcopals de maig de 1997 i d'agost de 1998, el territori diocesà va ser completament revisat, amb la supressió de nombroses parròquies i la seva reducció des de gairebé 300 en 1990 fins a les actuals 31.
El 8 de desembre de 2002, amb la reorganització de les circumscripcions diocesanes franceses, va passar a formar part de la província eclesiàstica de l'arxidiòcesi de Rennes.

## Cronologia episcopal
- Casimir-Alexis-Joseph Wicart † (28 de setembre de 1855 - 3 de maig de 1876 jubilat)
- Jules-Denis-Marie-Dieudonné Le Hardy du Marais † (26 de juny de 1876 - 20 de juny de 1886 mort)
- Victor Maréchal † (26 de maig de 1887 - 21 de setembre de 1887 mort)
- Louis-Victor-Emile Bougaud † (25 de novembre de 1887 - 7 de novembre de 1888 mort)
- Jules Cléret † (30 de desembre de 1889 - 23 de gener de 1895 mort)
- Pierre-Joseph Geay † (25 de juny de 1896 - 30 d'agost de 1904 renuncià)
- Eugène-Jacques Grellier † (21 de febrer de 1906 - 15 de juny de 1936 jubilat)
- Joseph-Jean-Yves Marcadé † (20 d'agost de 1936 - 10 de juliol de 1938 renuncià)
- Paul-Marie-André Richaud † (27 de juliol de 1938 - 10 de febrer de 1950 nomenat arquebisbe de Bordeus)
- Maurice-Paul-Jules Rousseau † (14 de juny de 1950 - 28 de febrer de 1962 renuncià)
- Charles-Marie-Jacques Guilhem † (28 de febrer de 1962 - 31 de desembre de 1969 renuncià)
- Paul-Louis Carrière † (31 de desembre de 1969 - 10 de març de 1984 jubilat)
- Louis-Marie Billé † (10 de març de 1984 - 5 de maig de 1995 nomenat arquebisbe d'Ais)
- Armand Maillard (2 d'agost de 1996 - 11 de setembre de 2007 nomenat arquebisbe de Bourges)
- Thierry Scherrer, des del 21 de maig de 2008

## Estadístiques
A finals del 2016, la diòcesi tenia 282.783 batejats sobre una població de 307.587 persones, equivalent al 91,9% del total.
| any  | població | població | població | sacerdots | sacerdots       | sacerdots       | sacerdots             | diaques | religiosos | religiosos | parròquies |
| ---- | -------- | -------- | -------- | --------- | --------------- | --------------- | --------------------- | ------- | ---------- | ---------- | ---------- |
| any  | batejats | total    | %        | total     | clergat secular | clergat regular | batejats por sacerdot | diaques | homes      | dones      |            |
| 1950 | 253.500  | 254.479  | 99,6     | 614       | 538             | 76              | 412                   |         | 125        | 1.500      | 297        |
| 1970 | ?        | 252.762  | ?        | 427       | 382             | 45              | ?                     |         | 56         | 995        | 295        |
| 1980 | 220.000  | 262.025  | 84,0     | 374       | 341             | 33              | 588                   |         | 61         | 965        | 295        |
| 1990 | 233.000  | 276.000  | 84,4     | 312       | 275             | 37              | 746                   |         | 86         | 785        | 289        |
| 1999 | 278.000  | 293.000  | 94,9     | 257       | 220             | 37              | 1.081                 | 6       | 80         | 544        | 31         |
| 2000 | 270.000  | 285.310  | 94,6     | 252       | 213             | 39              | 1.071                 | 6       | 79         | 572        | 31         |
| 2001 | 280.000  | 285.338  | 98,1     | 239       | 202             | 37              | 1.171                 | 8       | 111        | 547        | 31         |
| 2002 | 280.000  | 285.338  | 98,1     | 200       | 193             | 7               | 1.400                 | 7       | 46         | 649        | 31         |
| 2003 | 275.000  | 285.338  | 96,4     | 219       | 180             | 39              | 1.255                 |         | 83         | 492        | 31         |
| 2004 | 275.000  | 285.338  | 96,4     | 231       | 191             | 40              | 1.190                 | 11      | 84         | 522        | 31         |
| 2013 | 279.500  | 305.147  | 91,6     | 157       | 112             | 45              | 1.780                 | 21      | 75         | 343        | 31         |
| 2016 | 282.783  | 307.587  | 91,9     | 139       | 89              | 50              | 2.034                 | 22      | 74         | 287        | 31         |